# Нумакадзе
Нумакадзе (Numakaze, яп. 沼風) — ескадрений міноносець Імперського флоту Японії, який взяв участь у Другій світовій війні.
Корабель, який став чотирнадцятим (за датою закладання) серед есмінців типу «Мінекадзе», спорудили у 1922 році на верфі ВМФ у Майдзуру.
Після початку Другої японо-китайської війни корабель у 1938—1939 роках залучали до патрулювання біля узбережжя Північного та Центрального Китаю.
Станом на грудень 1941-го «Нумакадзе» належав до 1-ї дивізії ескадрених міноносців, яка підпорядковувалась військово-морському округу Омінато (Ominato Guard District). Протягом двох років есмінець діяв у північній зоні, займаючись патрульно-ескортною службою на Хоккайдо та Курильських островах. Також відомо, що він щонайменше один раз — у листопаді 1942-го — виходив для супроводу конвою до Атту (один із двох островів, захоплених японцями у червні того ж року на заході Алеутського архіпелагу).
6 червня 1943-го «Нумакадзе» зіткнувся в тумані з есмінцем «Сіракумо», після чого прибув для аварійного ремонту на Парамушир (Курильські острови), а з 17 червня по 11 вересня проходив повноцінне відновлення у Омінато (важлива база ВМС на північному завершенні Хонсю).
З 5 грудня 1943-го «Нумакадзе» включили до складу 1-го ескортного дивізіону, і того ж дня він розпочав ескортну службу на маршруті між японським портом Моджі та Формозою. 18 грудня на зворотному шляху до Японії в районі за кілька десятків кілометрів на схід від острова Окінава «Нумакадзе» спробував відшукати підводний човен USS Grayback, який перед тим потопив судно зі складу конвою. Втім, Grayback дав вдалий залп по «Нумакадзе», який затонув разом з усім екіпажем.